# Palazzo Carmignani
Palazzo Carmignani è un edificio situato nel centro storico di Grosseto.
La sua ubicazione è tra piazza del Sale, strada Ricasoli e via Mazzini.

## Storia
Il palazzo fu costruito agli inizi del XX secolo e si presenta a pianta trapezoidale, con la facciata principale corrispondente al lato minore che guarda sulla piazza del Sale; gli altri due prospetti maggiori si affacciano rispettivamente su strada Ricasoli e via Mazzini, dove si addossano alle pareti degli edifici contigui. L'edificio fu completamente ristrutturato nel 1921 su progetto di Ivaldo Reggiani, con l'aggiunta delle decorazioni in stile liberty della calzoleria Rossini, fondata nel 1895, poi "calzoleria popolare".
La storica calzoleria è tornata solamente nel 2011 nella sua sede, poiché per diversi anni lo stabile era stato occupato da altre attività che però avevano mantenuto gli arredi originali.

## Descrizione
Il fabbricato si articola su tre livelli, con porte d'ingresso architravate che si aprono su tutti i prospetti. Sulla facciata principale, la porta è sovrastata da un balcone sporgente. Le finestre che si aprono ai due livelli superiori si presentano di forma rettangolare, e risultano essere architravate al primo piano.
Il palazzo si contraddistingue per pregevoli decorazioni in stile liberty, ben evidenti al pian terreno lungo le due facciate che guardano verso piazza del Sale e strada Ricasoli. Allo stesso stile sono riconducibili gli arredi originari che ancora si conservano all'interno della calzoleria ospitata al pian terreno dello stabile.

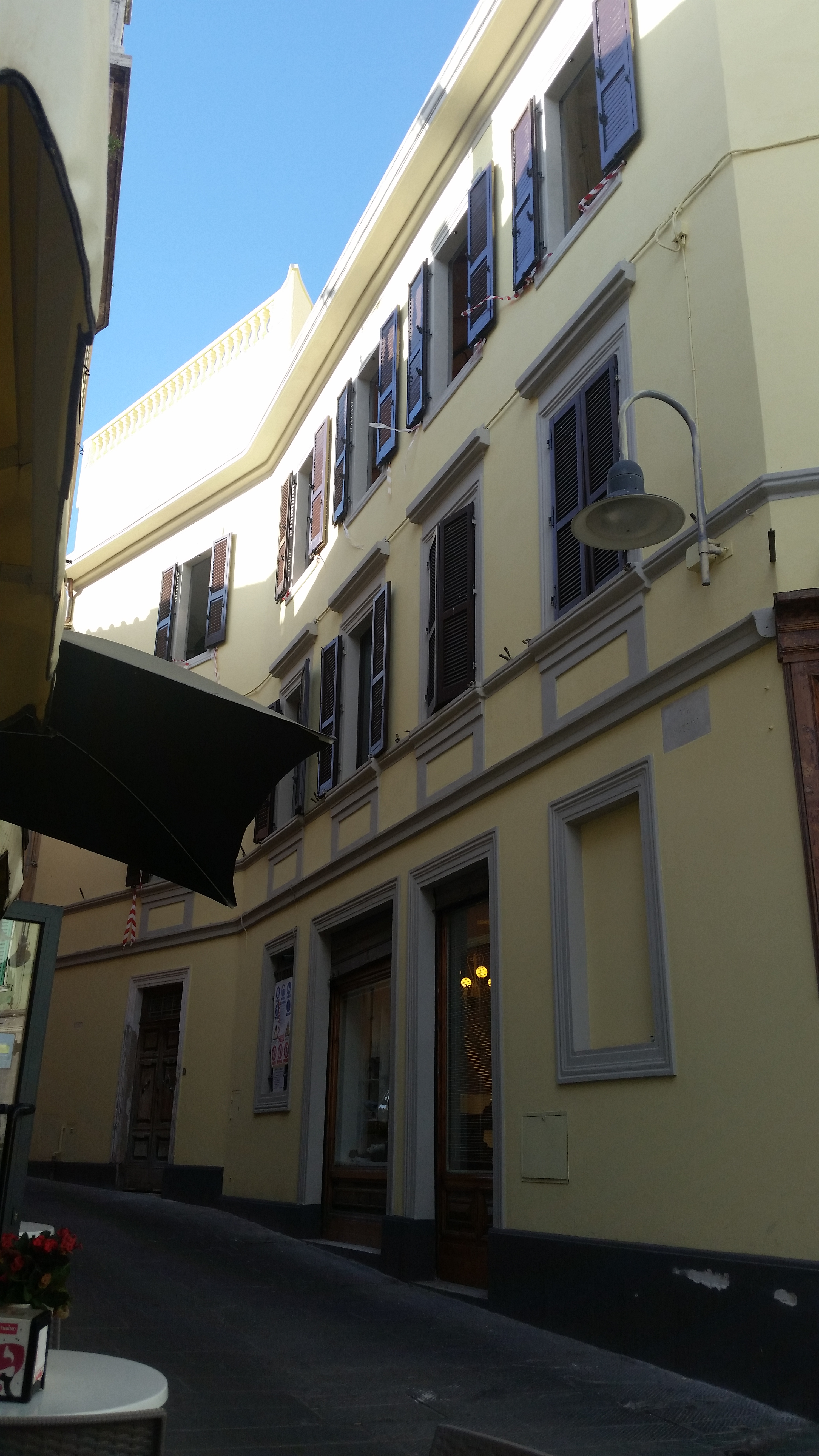
Lato dell'edificio su via Mazzini
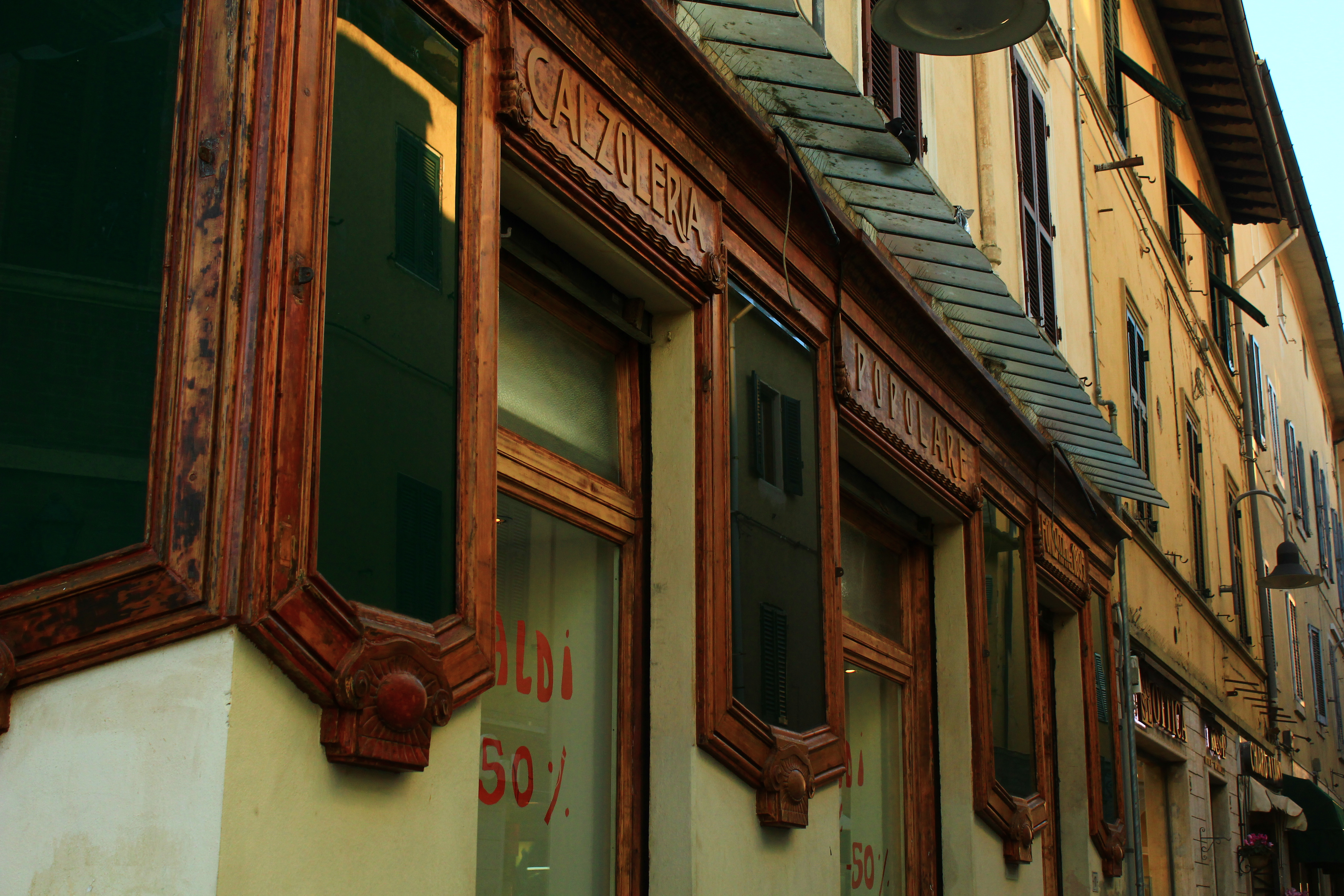
Particolare dei paramenti in legno
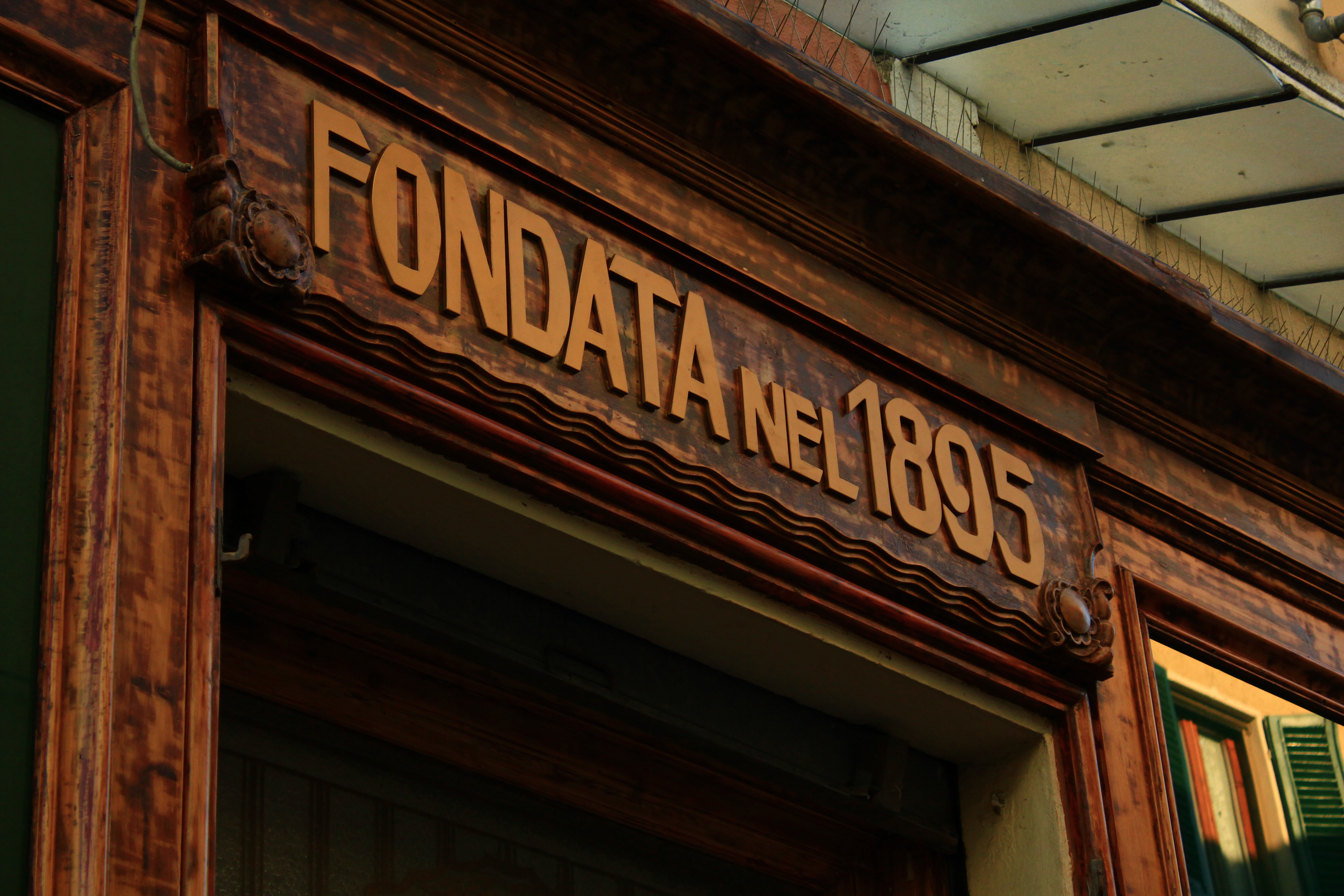
Particolare dei paramenti in legno